# Rio Jundiá (vattendrag i Brasilien, Roraima)
Rio Jundiá är ett vattendrag i Brasilien.   Det ligger i delstaten Roraima, i den nordvästra delen av landet, 2 500 km nordväst om huvudstaden Brasília.
I omgivningarna runt Rio Jundiá växer i huvudsak städsegrön lövskog. Trakten runt Rio Jundiá är nära nog obefolkad, med mindre än två invånare per kvadratkilometer.